# Peromyia membranacea
Peromyia membranacea är en tvåvingeart som beskrevs av Fedotova 2004. Peromyia membranacea ingår i släktet Peromyia och familjen gallmyggor. Inga underarter finns listade i Catalogue of Life.